# Liste der Monuments historiques in Bonneuil-en-Valois
Die Liste der Monuments historiques in Bonneuil-en-Valois führt die Monuments historiques in der französischen Gemeinde Bonneuil-en-Valois auf.

## Liste der Bauwerke
| Bezeichnung                   | Beschreibung                  | Standort               | Kennzeichnung | Schutzstatus   | Datum     | Bild           |
| ----------------------------- | ----------------------------- | ---------------------- | ------------- | -------------- | --------- | -------------- |
| Ehemaliges Kloster Notre-Dame | Erbaut im 15./16. Jahrhundert | Lieu-Restauré (Lage)   | PA00114532    | Classé Inscrit | 1965 2015 | weitere Bilder |
| Kirche St-Martin              | aus dem 12. Jahrhundert       | 91 Rue de Crepy (Lage) | PA00114533    | Classé         | 1913      | weitere Bilder |

## Liste der Objekte
| Bezeichnung                                                        | Beschreibung                                          | Standort                       | Kennzeichnung | Schutzstatus | Datum | Bild           |
| ------------------------------------------------------------------ | ----------------------------------------------------- | ------------------------------ | ------------- | ------------ | ----- | -------------- |
| Bleiglasfenster: Opferung Isaaks und Passion Christi (zerstört)    | Ende des 16. Jahrhunderts                             | in der Kirche St-Martin (Lage) | PM60000334    | Classé       | 1908  |                |
| Kerzenständer auf dem Altar                                        | Kupfer, 16. Jahrhundert                               | in der Kirche St-Martin (Lage) | PM60000335    | Classé       | 1913  |                |
| Weihwasserbecken                                                   | Kalkstein, 16./17. Jahrhundert                        | in der Kirche St-Martin (Lage) | PM60004733    | Inscrit      | 2005  |                |
| Chorgitter                                                         | Schmiedeeisen und Eichenholz, 16. und 18. Jahrhundert | in der Kirche St-Martin (Lage) | PM60004731    | Inscrit      | 2005  |                |
| Kanzel                                                             | Eichenholz, 18./19. Jahrhundert                       | in der Kirche St-Martin (Lage) | PM60004732    | Inscrit      | 2005  | weitere Bilder |
| Taufbecken                                                         | Kalkstein                                             | in der Kirche St-Martin (Lage) | PM60004734    | Inscrit      | 2005  |                |
| Ensemble der Bleiglasfenster Nr. 7, 9 und 11: Fragmente im Maßwerk | 16. Jahrhundert                                       | in der Kirche St-Martin (Lage) | PM60000333    | Classé       | 2013  |                |